# Hendersonia culmicola
Hendersonia culmicola är en svampart som beskrevs av Sacc. 1878. Hendersonia culmicola ingår i släktet Hendersonia och familjen Phaeosphaeriaceae.   Inga underarter finns listade i Catalogue of Life.